# عمه تكاملي
العمه التكاملي (بالإنجليزية: Integrative agnosia)‏ كما عرفه ريدوك وهمفريز (Riddoch and Humphreys) 1987م هو عدم القدرة على التعرف على الأشياء بسبب عدم القدرة على تجميع ودمج الأجزاء المكونة لهذا الشيء في وحدة كاملة مترابطة. والعمه التكاملي هو فرع من العمه الإبصاري الترابطي.
على الرغم من أن تجميع العناصر الموضعية في كليات إدراكية من الأمور التي يعوقها العمه التكاملي، فقد تبقى لدى المرضى قدرة على إدراك تمثيلات بصرية شمولية. فمثلاً، قد يكون لدى المريض قدرة على الاستجابة الطبيعية نسبيًا للحروف المعقدة. فيمكنهم التنسيق بين المنبهات البصرية على أساس عناصر التردد الفراغي للشكل (الخطوط السميكة والتغيرات التدريجية في اللون). وقد يكون تعرفهم على الصور الظلية لا يقل في جودته عن تعرفهم على الرسوم التخطيطية.
 كذلك، يمكن للمرضى نسخ رسومات للأشياء، إلا أن ما يمكنهم رؤيته هو أجزاء أو منحنيات غير مترابطة وغير واضحة المعالم.
واقترح ريدوك وهمفريز أن المرضى يمكنهم الحصول على المعلومات الكلية عن الشكل من عناصر الصورة التي تكون منخفضة التردد الفراغي وأشاروا إلى أن هذا قد يسهم في تحسين القيام بعدد من المهام. ومع ذلك، فإنه دون حدوث تكامل مكون من أكثر من عنصر موضعي من عناصر الشكل، فإن هذه الأوصاف الحسية الكلية لن تكون دقيقة. فالمريض لا يتوفر له المعلومات الكافية التي تمكنه من التعرف بدقة على الأشياء. ولا شك أنه في كثير من الحالات (مثل الرسومات الخطية) يتمكن المرضى المصابون بالعمه من استخدام العناصر الخطية الموضعية في تقسيم الشكل الذي ينظرون إليه إلى عدة أشياء. وهذا يوضح مدى الصعوبة التي يعانونها في تكميل العناصر الموضعية عن طريق المعلومات الشمولية عن الشكل المتوفرة لهم. فعلى سبيل المثال، يروى عن أحد المرضى قوله إنه ظن بوجود أكثر من منبه بصري عند عرض رسومات بها خط واحد.